# جان کسار
جان کسار (به انگلیسی: Jon Cassar) (زاده ۲۷ آوریل ۱۹۵۸) کارگردان و تهیه‌کننده اهل کانادا است. او کارگردان و تهیه‌کننده فصل‌های ۱ تا ۷ سریال مشهور ۲۴ بود. او در سال ۲۰۰۶ به خاطر کارگردانی خوب این سریال جایزه امی دریافت کرد.
پس از ساخته شدن فصل هفتم سریال ۲۴، کسار تصمیم گرفت تا دیگر در فصل هشتم با گروه سازندهٔ این سریال همکاری نکند و به جای آن روی سریالی از شبکه سی‌بی‌اس به نام «زمین واشینگتن» کار کند. این سریال از طرف شبکه سی‌بی‌اس رد شد.

## فیلم‌ها
- رهاشده (۲۰۱۵)
- فرینج (فصل ۲، اپیزود ۶) (۲۰۰۹)
- زمین واشینگتن (قسمت آزمایشی)
- مرد کمپانی (قسمت آزمایشی)
- ۲۴ (۲۰۰۱ تا ۲۰۰۹)
- خطر در اعماق دریا (۲۰۰۹)
- ملکه‌ی شمشیرها (دو قسمت اول، ۲۰۰۰)
- نیکیتای افسونگر (۱۹۹۷ تا ۲۰۰۱)
- چیپس ۹۹ (۱۹۹۸)
- جنگجوی سایه‌ها (۱۹۹۶)
- هدف نهایی (۱۹۹۵)

AMI ME JABLA EN ESPAÑÓ ,EHTO K MIERDA EEEEEEH, POR SIERTO, VIBA BOX Y RAÚ